# Завадовка (Хмельницкая область)
Завадовка (укр. Завадівка) — село в Чемеровецком районе Хмельницкой области Украины.
Население по переписи 2001 года составляло 941 человек. Почтовый индекс — 281691. Телефонный код — 3859. Занимает площадь 4,97 км². Код КОАТУУ — 6825281202.

## Местный совет
31622, Хмельницкая обл., Чемеровецкий р-н, с. Вишневчик, ул. Щорса, 3